# آرامگاه سیدکبیر
مقبره سیدکبیر مربوط به دوره قاجار است و در بابل، چهار راه گلشن، خیابان نواب صفوی، شمال مسجد محد ثین واقع شده و این اثر در تاریخ ۲۴ اسفند ۱۳۸۳ با شمارهٔ ثبت ۱۱۵۲۰ به‌عنوان یکی از آثار ملی ایران به ثبت رسیده است.